# ابراهیم توفیق
ابراهیم توفیق (۱۳۳۸ در آبادان -)، جامعه‌شناس و مترجم اهل ایران است. وی به جامعه‌شناسی تاریخی گرایش داشته و عمدهٔ پژوهش‌ها و نظریات وی در ارتباط با جامعه‌شناسی تاریخی و جامعه‌شناسی علم بوده‌است.

## زندگی
ابراهیم توفیق در سال ۱۳۳۸ در آبادان به دنیا آمد. او برای تحصیل در رشتهٔ جامعه‌شناسی به آلمان رفت و از دانشگاه گوته فرانکفورت با درجهٔ دکترا در این رشته دانش‌آموخته شد. سپس به ایران بازگشت و در دانشکدهٔ علوم اجتماعی دانشگاه علامه طباطبایی تهران به تدریس پرداخت. با این حال پس از مدتی در دوران ریاست صدرالدین شریعتی بر این دانشگاه، به همراه استادان سرشناس دیگری در رشته‌های علوم انسانی به مانند پرویز پیران، شیرین احمدنیا، شهلا اعزازی، نعمت‌الله فاضلی و حسن نمکدوست، از این دانشگاه اخراج شد.

### تألیف
- Towfigh, Ebrahim Towfigh. 2000. Modernisierung und postkoloniale Herrschaft in Iran: Versuch über den Staat (Umbrüche der Moderne), IKO, Verlag für interkulturelle Kommunikation.[۴]

- توفیق، ابراهیم، دربارهٔ نظام دانش، از مجموعهٔ تاملات صاحب‌نظران ایرانی در باب آموزش عالی: ۵، تهران: پژوهشکدهٔ مطالعات فرهنگی و اجتماعی، ۱۳۹۶.
- توفیق، ابراهیم، بازآرایی امپراطوری: چشم‌اندازی به اقتصاد سیاسی دولت مدرن در ایران، تهران: مانیا هنر‏‫، ۱۳۹۸.
- توفیق، ابراهیم، یوسفی، سیدمهدی، ترکمان، حسام و حیدری، آرش، برآمدن ژانر خلقیات در ایران، ویراستار پروین حاجی‌پور، تهران: پژوهشگاه فرهنگ، هنر و ارتباطات‏‫، ‏‫۱۳۹۸.
- توفیق، ابراهیم، یوسفی، سیدمهدی و حیدری، آرش، مسئلهٔ علم و علم انسانی در دارالفنون عصر ناصری: پژوهشی در آثار مکتوب شناخته‌شدهٔ دارالفنون (از ۱۲۶۷ تا ۱۳۱۳ ق)، تهران: پژوهشکدهٔ مطالعات فرهنگی و اجتماعی، ‏‫۱۳۹۹.
- توفیق، ابراهیم و روحی، مراد، ولایتی‌سازی مشروطه، ویراستار محتوایی سیدمهدی یوسفی، مقالهٔ نخست آرش خازنی، ترجمه مقاله مارال لطیفی، تهران: گام نو، ‏‫۱۳۹۹.

### ترجمه
- ش‍ول‍ت‍س‍ه، رای‍ن‍ه‍ارد، تاریخ جهان اسلام در قرن بیستم، ترجمهٔ ابراهیم توفیق، تهران: پژوهشکده مطالعات فرهنگی و اجتماعی، ۱۳۸۹.

### مقاله
- مدرنیسم و شبه پاتریمونیالیسم تحلیلی از دولت در عصر پهلوی، در مجله جامعه‌شناسی ایران، بهار ۱۳۸۵، دورهٔ ۷، شمارهٔ ۱؛ صص ۱۲۵–۹۳.
- نظارت همگانی از دیدگاه جامعه‌شناختی، تألیف گروه نویسندگان: ابراهیم توفیق، رضا رستمی‌خزائی، حسام‌الدین صفاری، محمدصادق آزمندیان، تهران: خلیلیان، ۱۳۸۹.
- توفیق، ابراهیم و رضی سنجانی، امیررضا. تأملی در جامعه‌شناسی تاریخی ایران: بررسی دیدگاه ماشاالله آجودانی از منظر چارچوب‌های شرق‌شناسانه و مبتنی بر گسست تاریخی، در مجلهٔ علمی-پژوهشی مطالعات سیاسی، پاییز ۱۳۹۰، شمارهٔ ۱۳؛ صص ۱۴۵–۱۶۲.

- Towfigh, Ebrahim & Ahmadnia, Shirin. How to Overcome "Oriental" Sociology?, in Spatial Social Thought: Local Knowledge in Global Science Encounters, Edited by Michael Kuhn & Kazumi Okamoto, Columbia University Press, Pp 313-326.[۵]

### نظارت
- نامیدن تعلیق: برنامه‌ای پژوهشی برای جامعه‌شناسی تاریخی انتقادی در ایران، تألیف گروه نویسندگان: روح‌الله اسلامی، صالح اولاد دمشقیه، مزدک تمجیدی، امیر خراسانی، حسام صفاری، نوید وزوایی، و سید مهدی یوسفی، زیر نظر ابراهیم توفیق، تهران: مانیا هنر، ۱۳۹۷.

## دیدگاه‌ها

### نقد نظریهٔ گذار
ابراهیم توفیق از منتقدان «نظریه‌های گذار» است که بر اساس آن‌ها جامعهٔ ایران همواره در حال گذار از سنت به مدرنیته فرض می‌شود. او معتقد است که نظام دانش تاریخی-اجتماعی حاکم بر ایران از طریق نظریهٔ گذار تبیین وضعیت کنونی جامعه را غیرممکن کرده و اکنون را به حالت تعلیق درآورده‌است و این سبب شده تا تبارشناسی تاریخی و انتقادی نیز ناممکن گردد.

### جامعه‌شناسی تاریخی
توفیق معتقد است که جامعه‌شناسی «شدن» را توضیح می‌دهد و به همین دلیل نیز نمی‌تواند تاریخی نباشد، به همین دلیل نیز جامعه‌شناسی تاریخی اصطلاحی غلط است، چرا که جامعه‌شناسی اگر تاریخی نباشد اصلاً جامعه‌شناسی نیست. با این حال و استفاده از پسوند تاریخی برای جامعه‌شناسی را به عنوان تذکری به جامعه‌شناسی ضدتاریخی ایران ضروری می‌داند.